# Olympische Sommerspiele 2000/Teilnehmer (Zypern)
| Gelbes Symbol für Goldmedaillen mit stilisierten Olympischen Ringen | Graues Symbol für Silbermedaillen mit stilisierten Olympischen Ringen | Braundes Symbol für Bronzemedaillen mit stilisierten Olympischen Ringen |
| ------------------------------------------------------------------- | --------------------------------------------------------------------- | ----------------------------------------------------------------------- |
| —                                                                   | —                                                                     | —                                                                       |

Zypern nahm an den Olympischen Sommerspielen 2000 in Sydney, Australien, mit einer Delegation von 22 Sportlern, 17 Männer und 5 Frauen, teil.

## Flaggenträger
Der Schütze Antonis Andreou trug die Flagge Zyperns während der Eröffnungsfeier im Stadium Australia.

## Teilnehmer nach Sportarten

### Leichtathletik
- Georgios Andreou
Zehnkampf: DNF

- Euripidis Dimosthenous
400 Meter: DNF

- Prodromos Katsantonis
4 × 100 Meter: Vorläufe

- Anninos Markoullidis
100 Meter: Viertelfinale
200 Meter: Viertelfinale
4 × 100 Meter: Vorläufe

- Kostas Pokhanis
400 Meter Hürden: Vorläufe

- Anthimos Rotos
4 × 100 Meter: Vorläufe

- Stathis Stasi
3000 Meter Hindernis: Vorläufe

- Fotis Stefani
Stabhochsprung: in der Qualifikation ausgeschieden

- Giannis Zisimidis
4 × 100 Meter: Vorläufe

- Agni Charalambous
Frauen, Hochsprung: 33. Platz in der Qualifikation

### Schießen
- Giorgos Akhilleos
Skeet: 23. Platz

- Antonis Andreou
Skeet: 8. Platz

- Sofia Miaouli
Frauen, Skeet: 9. Platz

### Schwimmen
- Alexandros Aresti
200 Meter Freistil: 49. Platz

- Giorgos Dimitriadis
200 Meter Lagen: 53. Platz

- Stavros Mikhailidis
50 Meter Freistil: 46. Platz

- Khrysanthos Papakhrysanthou
100 Meter Freistil: 57. Platz

- Maria Papadopoulou
Frauen, 100 Meter Schmetterling: 32. Platz

- Natalia Roumbina
Frauen, 200 Meter Schmetterling: 30. Platz

- Anna Stylianou
Frauen, 100 Meter Freistil: 44. Platz

### Segeln
- Dimitrios Lappas
Windsurfer: 30. Platz

- Emilios Ikonomidis
Laser: 40. Platz